# أرون غانيون
أرون غانيون (بالإنجليزية: Aaron Gagnon) (و. 1986  م) هو لاعب هوكي الجليد كندي، ولد في كينيل، كولومبيا البريطانية، مركز لعبه هو مركز ‏.
.

## روابط خارجية
- أرون غانيون على موقع دوري الهوكي الوطني (الإنجليزية)
- أرون غانيون على موقع قاعة مشاهير الهوكي (لاعب أن.إتش.أل) (الإنجليزية)
- أرون غانيون على موقع EliteProspects.com (الإنجليزية)
- أرون غانيون على موقع Eurohockey.com (الإنجليزية)
- أرون غانيون على موقع HockeyDB.com (الإنجليزية)
- أرون غانيون على موقع Hockey-Reference.com (الإنجليزية)